# Orthocephalum
Orthocephalum is een geslacht van rechtvleugeligen uit de familie veldsprinkhanen (Acrididae). De wetenschappelijke naam van dit geslacht is voor het eerst geldig gepubliceerd in 1921 door Willemse.

## Soorten
Het geslacht Orthocephalum  is monotypisch en omvat slechts de volgende soort:
- Orthocephalum niasensis (Willemse, 1921)